# Policitemia
La policitemia o poliglobulia, detta anche malattia di Vaquez, è l'aumento del volume percentuale occupato dai globuli rossi nel sangue. Si distingue dall'eritrocitosi, che è l'aumento del numero assoluto di eritrociti nel sangue.

## Classificazione
Esistono vari tipi di policitemia:
- Policitemie primitive o idiopatiche 
  - Policitemia rubra vera
  - Policitemia secondaria familiare congenita
- Policitemie secondarie 
  - a ipossia
    - in coloro che vivono in alta montagna
    - in chi è esposto al monossido di carbonio, come nei tabagisti
    - nei soggetti con insufficienza respiratoria
    - in alcuni soggetti portatori con malattie cardiache caratterizzate da shunt

  - a alterazioni ormonali
    - nel fibroma uterino
    - nell'ipernefroma e nel rene policistico
    - dopo trapianto renale
    - in tumori epatici e cerebellari

### Terapia delle policitemie secondarie
La principale terapia delle policitemie secondarie è una serie di salassi terapeutici periodici. L'eccessiva produzione di cellule nel sangue fa aumentare la viscosità sanguigna, pericolosa quando raggiunge percentuali elevate di ematocrito per conseguente rischio trombotico e insufficienza renale da disidratazione.